# San Agustín, Texcaltitlán
San Agustín är en ort i Mexiko.   Den ligger i kommunen Texcaltitlán och delstaten Mexiko, i den södra delen av landet, 100 km sydväst om huvudstaden Mexico City. San Agustín ligger 2 380 meter över havet och antalet invånare är 1 503.
Terrängen runt San Agustín är kuperad åt nordost, men åt sydväst är den bergig. Runt San Agustín är det ganska tätbefolkat, med 155 invånare per kvadratkilometer. Närmaste större samhälle är Sultepec de Pedro Ascencio de Alquisiras, 9,7 km söder om San Agustín. I omgivningarna runt San Agustín växer huvudsakligen savannskog.